# Molippa simillima
Molippa simillima är en fjärilsart som beskrevs av Jones 1907. Molippa simillima ingår i släktet Molippa och familjen påfågelsspinnare. Inga underarter finns listade i Catalogue of Life.